# Palácio dos Manguinhos
O Palácio dos Manguinhos também conhecido como Palácio Episcopal São José dos Manguinhos é uma edificação histórica localizada na cidade do Recife, capital do estado brasileiro de Pernambuco. Abriga a Cúria Metropolitana da Arquidiocese de Olinda e Recife.

## História

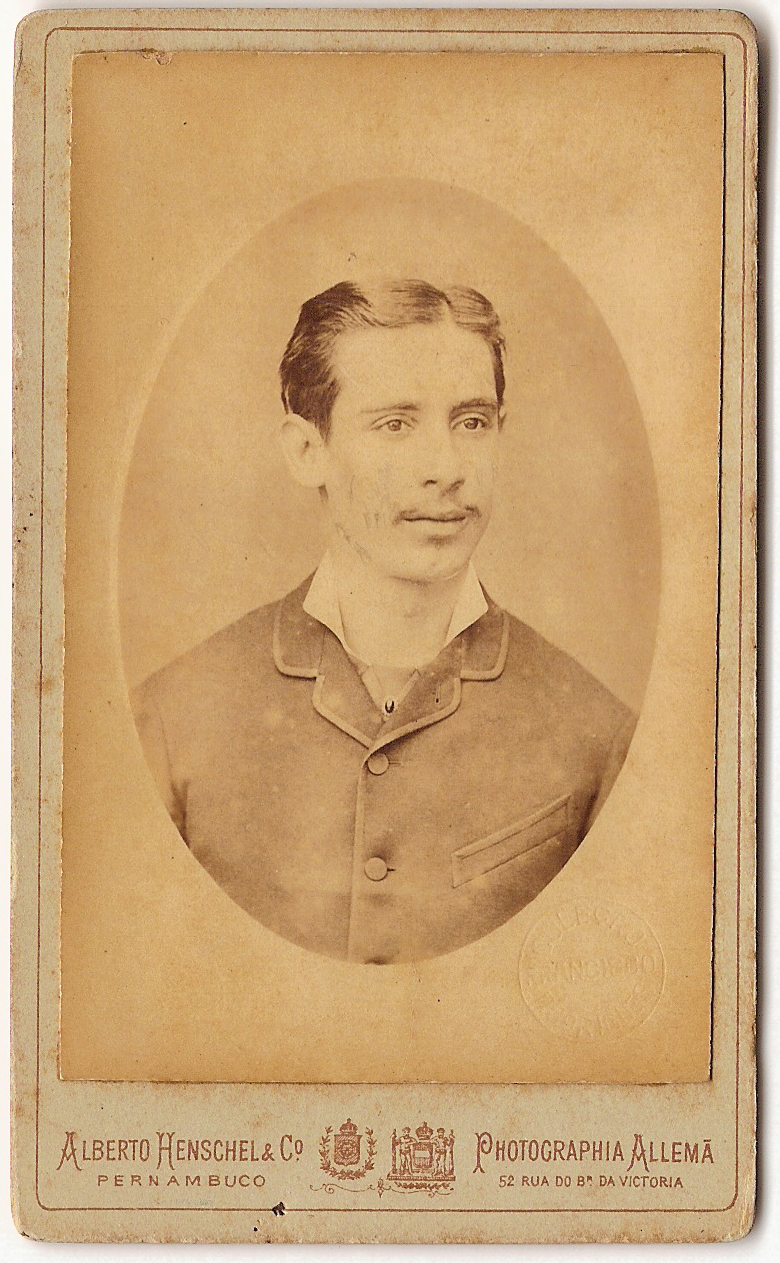
Comerciante José da Silva Loyo, primeiro proprietário do Palácio dos Manguinhos (foto de Alberto Henschel.

O Palácio dos Manguinhos localizado na Avenida Rui Barbosa, antiga Estrada Ponte D´Uchoa ou Estrada dos Manguinhos, na na Zona Norte de Recife, foi construído no século XIX. O seu primeiro proprietário foi o próspero comerciante José da Silva Loyo, Visconde de Loyo, para servir como sua residência. Foi adquirido pela Arquidiocese de Olinda e Recife para funcionar como residência do arcebispo no início do século XX.
O palacete no tradicional estilo eclesiásticos serviu como residência de Dom Helder Câmara depois que retornou de Roma no final de 1965. O local foi utilizado para encontros por diferentes segmentos sociais, inclusive para encenações teatrais. Em 1968, abandonou o local indo morar na casa de religiosas aos fundos da Igreja das Fronteiras uma modesta capela, onde permaneceu até o final de sua vida. Esta foi sua manifestação para ir de encontro aos princípios pregados no Pacto das Catacumbas. Os signatários deste documento se comprometeram a levar uma vida de pobreza, rejeitar todos os símbolos ou os privilégios do poder e a colocar os pobres no centro do seu ministério pastoral.
O Palácio dos Manguinhos acolheu o papa João Paulo II por dois dias, na visita que fez a Pernambuco em 7 de julho de 1980, e de sua sacada acenou para uma multidão de 2000 pessoas que foram ao local.